# صاف‌ماهی آلاسکا
صاف‌ماهی الاسکا (نام علمی: Pleuronectes quadrituberculatus) نام یک گونه از زیرخانواده راست‌رویان است.